# 速水滉
速水 滉（はやみ ひろし、1876年12月23日 - 1943年6月27日）は、日本の心理学者。

## 経歴
1876年、岡山県生まれ。東京帝国大学を卒業。旧制山口高等学校、第一高等学校教授、1924年京城帝国大学教授、のち総長。墓所は多磨霊園

## 著書
- 『ビネー氏人格変換論』 育成会 1901年 (心理学書解説) NCID BA30743664
- 『心理学』 博文館 1902年 (帝国百科全書) NCID BA36825353
- 『現代の心理学』 不老閣書房 1914年 NCID BN01064434
- 『論理学』 岩波書店 1916年 (哲学叢書) NCID BA89265905

## 記念論集
- 『速水博士還暦記念心理学哲学論文集』 黒田亮編 岩波書店 1937年 NCID BA73013754

## 論文
- 「感情に関する研究」 『哲学雑誌』 第15巻・通巻164号 - 165号 1900
- 「感情の融和を説いて壮美の情に及ぶ」 『哲学雑誌』 第16巻・通巻172号 1901
- 「道徳に於ける美的要素に就て」 『教育学術界』 第2巻 6号 1901
- 「青春期の女子と其の教育」 『教育学術界』 第16巻 1号 - 2号 1907
- 「悲哀の快感と美意識」 『哲学雑誌』 第23巻・通巻251号 1908
- 「現時の倫理教育心に就て (徳育と論理的知識)」 『教育学術界』 第20巻 1号 1909
- 「翻訳的臭味と信仰なき知識」 『内外教育評論』 第3巻 3号 1909
- 「心理学応用の新方面」 『教育学術界』 第21巻 2号 1910
- 「心理学を研究すべき所以」 『内外教育評論』 第4巻 3号 1910
- 「夢の話」 『心理学通俗講話』 第3輯 同文館 1911
- 「概念の話」 『小学校』 第10巻 5号 1910 - 9号 1911
- 「賞罰の目的と教育上の注意」 『小学校』 第11巻 12号 1911
- 「模倣の心理と教育」 『教育学術界』 第23巻 6号 1911
- 「連想診断法に就て」 『教育学術界』 第24巻 2号 1911
- 「自動書記に関する実験的研究」 『哲学雑誌』 第27巻・通巻299号 1912
- 「酒精の表象作用に及ぼす影響」 『教育学術界』 第26巻 4号 1912
- 「珍らしきプランセットの実験」 『心理研究』 第1巻 1号 1912
- 「ヴント氏『心理学入門』解説」 『小学校』 第14巻 8号 1913 - 16巻 5号 1915
- 「心理学最近の傾向」 『帝国教育』 第385号 1914
- 「(紹介) 社会改良と遺伝 上下」 『心理研究』 第5巻 2冊 (通巻26号 1914)
- 「論理的思索の鍛錬」 『小学校』 第21巻 2号 1916
- 「判断作用の本質に就て」 『哲学雑誌』 第32巻・通巻360号 1917
- 「高橋穣氏『心理学』に就て」 『哲学雑誌』 第32巻・通巻368号 1917
- 「心的因果の説」 『小学校』 第24巻 1号 1917
- 「ナトルプの心理説 (1) - (3)」 『心理研究』 第16巻 4冊 (通巻82号) - 6冊 (通巻84号 1918)
- 「科学的研究の精神と現代思潮」 『教育論叢』 第2巻 4号 1918
- 「ブレンターノの心理学の概念、問題及方法」 『哲学雑誌』 第34巻・通巻388号 1919
- 「ナトルプの『再構成』に就て」 『哲学雑誌』 第34巻・通巻393号 1919
- 「台湾生蛮人の文化 (1) - (2)」 『心理研究』 第31巻 1冊 (通巻91号) - 2冊 (通巻92号 1919)
- 「人格観念の徹底」 『内外教育評論』 第14巻 1号 1920
- 「感情の本質に就て」 『哲学雑誌』 第37巻・通巻419号 1922
- 「ヴントに於ける感情説の発展」 『哲学雑誌』 第38巻・通巻411号 1923
- 「『了解』の心理学に就いて」 『心理学論文集 (3)』 岩波書店 1931
- 「了解心理学と構造心理学」 『岩波講座教育科学・第10冊』 岩波書店 1932
- 「朝鮮に於ける思想運動」 『心理学研究』 第7巻 6輯 1932
- 「証明度の漸次的増加による図形知覚の変化に就て」 『心理学研究』 第10巻 5・6合輯 1935

## 参考
- 『日本人名大事典』 荒川幾男編 平凡社 1979年 NCID BA59145857
- 天野利武 「速水滉」 日本の心理学刊行委員会編 『日本の心理学』 日本文化科学社 1982 pp.9 - 15
- 大泉溥 編 編『日本心理学者事典』クレス出版、2003年、886頁。ISBN 4-87733-171-9。